# Менкофен
Менкофен (њем. Mengkofen) општина је у њемачкој савезној држави Баварска. Једно је од 15 општинских средишта округа Динголфинг-Ландау. Према процјени из 2010. у општини је живјело 5.689 становника. Посједује регионалну шифру (AGS) 9279127.

## Географски и демографски подаци
Менкофен се налази у савезној држави Баварска у округу Динголфинг-Ландау. Општина се налази на надморској висини од 398 метара. Површина општине износи 84,8 km². У самом мјесту је, према процјени из 2010. године, живјело 5.689 становника. Просјечна густина становништва износи 67 становника/km².